# The Benny Goodman Story
 The Benny Goodman Story és una pel·lícula biogràfica estatunidenca estrenada el 1956, dirigida per Valentine Davies amb Steve Allen i Donna Reed. Conta la vida del clarinet de jazz Benny Goodman.

## Argument
Biografia del líder de la banda de swing 'Benny Goodman' des dels 10 anys (1919) fins al seu concert al Carnegie Hall el 1938. No és històricament acurada, però si bona música. També, aparicions de molts grans músics del temps.

## Repartiment
- Steve Allen: Benny Goodman
- Donna Reed: Alice Hammond
- Berta Gersten: Mama Goodman
- Barry Truex: Benny Goodman (a 16 anys)
- Herbert Anderson: John Hammond Jr.
- Robert F. Simon: Papa Dave Goodman
- Hy Averback: Willard Alexander
- Sammy Davis Sr.: Fletcher Henderson
- Dick Winslow: Gil Rodin
- Jack Kruschen: Murph Podolski